# Burny Mattinson
Burnett „Burny“ Mattinson (* 13. Mai 1935 in San Francisco; † 27. Februar 2023 in Canoga Park) war ein US-amerikanischer Animator und Drehbuchautor, der für seine Arbeit für Walt Disney bzw. die Walt Disney Studios bekannt wurde.

## Leben
Mattinson beendete 1953 die High School und wurde ein halbes Jahr später als Phasenzeichner in den Walt Disney Studios in Burbank angestellt, nachdem er zuvor in der Poststelle des Walt Disney Studios gearbeitet hatte. Seit er als Fünfjähriger im Kino Pinocchio gesehen hatte, wollte er als Animator – v. a. bei Disney – arbeiten. Der erste Film, an dem er mitarbeitete, war Susi und Strolch, der 1955 erschien. Unter Marc Davis war Mattinson anschließend am Film Dornröschen als Animator aktiv und gehörte schließlich zum Animationsteam unter Eric Larson. In den 1960er- und 1970er-Jahren war er Animator an Filmen wie It’s Tough to Be a Bird, Mary Poppins, Aristocats und Robin Hood. Nach Robin Hood wurde Mattinson Animator unter Ollie Johnston, mit dem er am Film Winnie Puuh und Tigger dazu arbeitete. Frank Thomas holte ihn schließlich für Storyboard-Arbeiten zum Film Bernard und Bianca – Die Mäusepolizei.
Erst in den 1980er-Jahren war Mattinson selbst als Regisseur für Disney aktiv und entwickelte eigene Filmideen bzw. schrieb Drehbücher für Disney-Filme. Für sein Regiedebüt Mickys Weihnachtserzählung, das er auch produzierte und dessen Drehbuch er schrieb, erhielt Mattinson 1984 eine Oscarnominierung in der Kategorie Bester animierter Kurzfilm. Weitere Werke Mattinsons waren unter anderem Taran und der Zauberkessel (Drehbuch), Basil, der große Mäusedetektiv (Regie, Drehbuch, Produzent), Die Schöne und das Biest (Story) und Der König der Löwen (Story). Mattinson erhielt 2008 die Ehrung Disney Legends der Walt Disney Company. Im Jahr 2013 feierte Mattinson im Roy E. Disney Animation Building in den Walt Disney Studios seine 60-jährige Zugehörigkeit zu den Walt Disney Studios. 2018 galt er als der am längsten angestellte Mitarbeiter der Disney Company.

## Filmografie (Auswahl)
- 1955: Susi und Strolch (Lady and the Tramp)
- 1959: Dornröschen (Sleeping Beauty)
- 1961: 101 Dalmatiner (One Hundred and One Dalmatians)
- 1963: Die Hexe und der Zauberer (The Sword in the Stone)
- 1964: Mary Poppins
- 1967: Das Dschungelbuch (The Jungle Book)
- 1969: It’s Tough to Be a Bird
- 1973: Robin Hood
- 1974: Winnie Puuh und Tigger dazu (Winnie the Pooh and Tigger Too)
- 1977: Die vielen Abenteuer von Winnie Puuh (The Many Adventures of Winnie the Pooh)
- 1977: Bernard und Bianca – Die Mäusepolizei (The Rescuers)
- 1981: Cap und Capper (The Fox and the Hound)
- 1983: Mickys Weihnachtserzählung (Mickey’s Christmas Carol)
- 1985: Taran und der Zauberkessel (The Black Cauldron)
- 1986: Basil, der große Mäusedetektiv (The Great Mouse Detective)
- 1990: Der Prinz und der Bettelknabe (The Prince and the Pauper)
- 1991: Die Schöne und das Biest (Beauty and the Beast)
- 1992: Aladdin
- 1994: Der König der Löwen (The Lion King)
- 1995: Pocahontas
- 1996: Der Glöckner von Notre Dame (The Hunchback of Notre Dame)
- 1998: Mulan
- 1999: Tarzan
- 2007: Wie man sein Heimkino installiert (How to Hook Up Your Home Theater)
- 2011: Winnie Puuh (Winnie the Pooh)

## Auszeichnungen
- 1984: Oscarnominierung, Bester animierter Kurzfilm, für Mickys Weihnachtserzählung
- 1987: Nominierung für einen Edgar, Edgar Allan Poe Awards, für Basil, der große Mäusedetektiv
- 1992: Nominierung für einen Hugo, Hugo Awards, für Die Schöne und das Biest
- 1993: Nominierung für einen Hugo, Hugo Awards, für Aladdin
- 1996: Winsor McCay Award der Annie Awards
- 2008: Auszeichnung Disney Legends der Walt Disney Company